# Vouziers
Vouziers est une commune française située dans le département des Ardennes en région Grand Est.
Par arrêté du 11 mai 2016, à partir du 1er juin 2016, Vrizy et Terron-sur-Aisne sont rattachées à la commune de Vouziers pour former une commune nouvelle.

## Géographie

### Localisation
La commune est située aux portes de l'Argonne ardennaise, en bordure des Crêtes ardennaises, et de la Champagne.
Elle est approximativement à égale distance de Charleville-Mézières (préfecture du département), de Sedan (château fort le plus vaste d'Europe), de Rocroi, de Reims (ville de sacre des rois de France), de Châlons-en-Champagne et de Varennes-en-Argonne où Louis XVI fut arrêté.

### Communes limitrophes
Les communes limitrophes sont Sainte-Marie, Bourcq, Grivy-Loisy, Savigny-sur-Aisne, Voncq, Mars-sous-Bourcq, La Croix-aux-Bois, Vandy, Falaise, Bairon et ses environs et Ballay.
| Grivy-Loisy      | Vandy Voncq Bairon et ses environs | Ballay            |
| Mars-sous-Bourcq | Vouziers                           | La Croix-aux-Bois |
| Bourcq           | Savigny-sur-Aisne Sainte-Marie     | Falaise           |

### Modifications territoriales
- 1er mars 1961 : Vouziers annexe la commune voisine de Condé-lès-Vouziers ; cette dernière  porta provisoirement, au cours de la Révolution française, le nom de Vieux-Pont[3].
- 1er avril 1964 : Vouziers annexe Chestres.
- 1er janvier 1973 : Vouziers s'associe avec Blaise.
- 1er juin 2016 : Vouziers s'associe avec Terron-sur-Aisne et Vrizy.

### Hydrographie

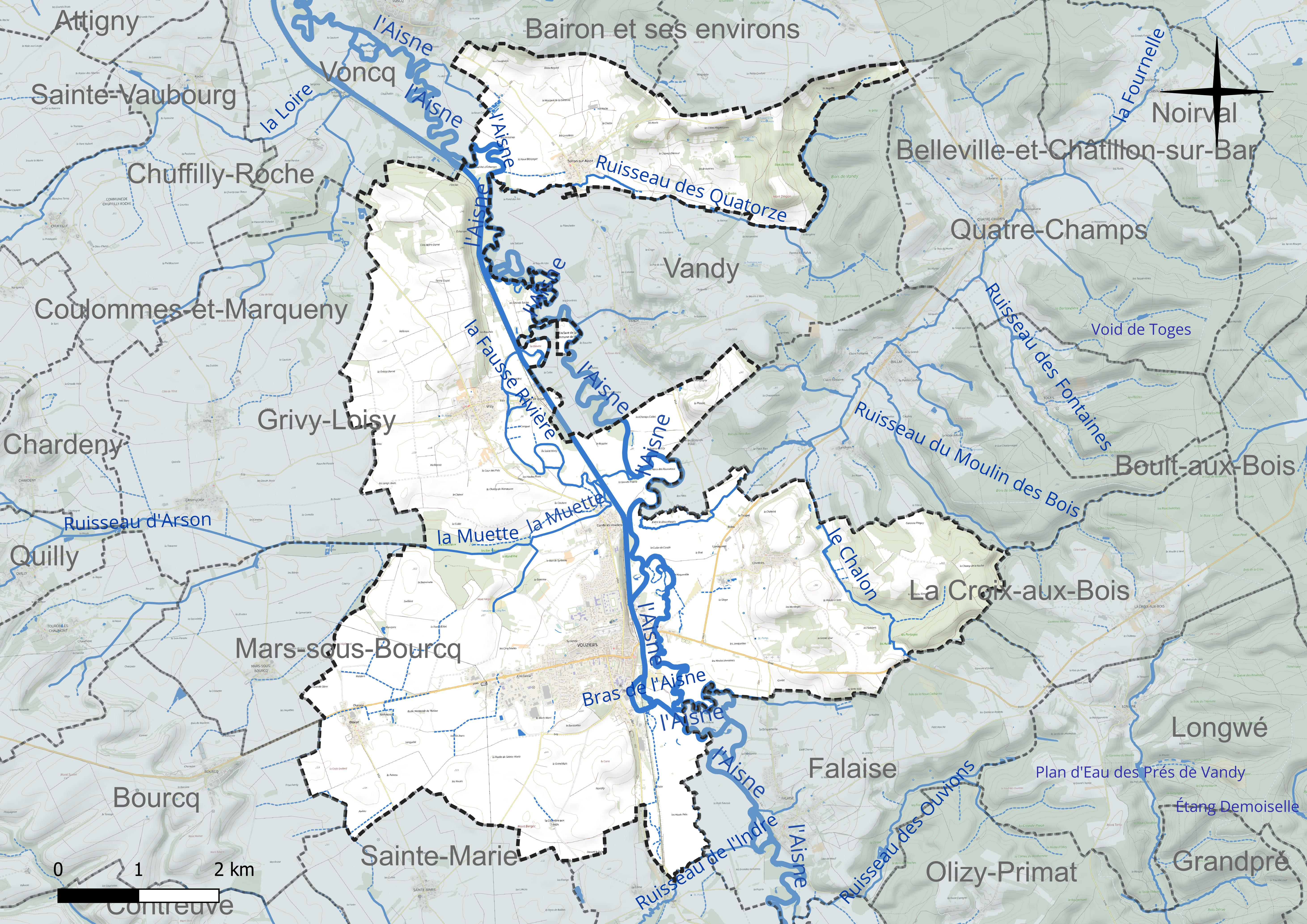
Réseau hydrographique de Vouziers.

La commune est dans la région hydrographique « la Seine du confluent de l'Oise (inclus) à l'embouchure » au sein du bassin Seine-Normandie. Elle est drainée par l'Aisne, la Fournelle, l'embranchement de Vouziers, un bras de l'Aisne, la Muette, la Fausse Rivière, le canal 02 de la commune de Falaise, le ruisseau de la Cannette, un bras de l'Aisne, l'Aisne, le Chalan, le Fossé de Château Simon, le Fossé 02 de la commune de Grivy-Loisy, le cours d'eau 01 du Rond Pré, le ruisseau des Quatorze et le Fossé du Moulin de Condé,.
L'Aisne est un  cours d'eau naturel navigable de 256 km de longueur, traversant les cinq départements Meuse, Marne, Ardennes, Aisne, Oise. Elle est un affluent de rive gauche de l'Oise, ce qui fait d'elle un sous-affluent de la Seine. Elle traverse la commune dans sa partie est, coulant du sud au nord sur une longueur d'environ 8,8 km.
La Fournelle, d'une longueur de 15 km, prend sa source dans la commune de Belleville-et-Châtillon-sur-Bar et se jette  dans l'Aisne sur la commune, après avoir traversé cinq communes.
L'embranchement de Vouziers est un canal, chenal navigable de 11.92 km. Il prend sa source dans la commune et se jette dans le canal des Ardennes au niveau de la commune de Rilly-sur-Aisne.
À la fin du XIXe siècle, Vouziers était en partie alimentée en courant électrique par la petite centrale hydroélectrique du moulin Simon de Vouziers, dite centrale Briffoteaux, sur l’Aisne.

### Climat
Pour des articles plus généraux, voir Climat du Grand Est et Climat des Ardennes.
En 2010, le climat de la commune est de type climat océanique dégradé des plaines du Centre et du Nord, selon une étude du Centre national de la recherche scientifique s'appuyant sur une série de données couvrant la période 1971-2000. En 2020, Météo-France publie une typologie des climats de la France métropolitaine dans laquelle la commune est exposée à un climat océanique altéré et est dans la région climatique Nord-est du bassin Parisien, caractérisée par un ensoleillement médiocre, une pluviométrie moyenne régulièrement répartie au cours de l’année et un hiver froid (3 °C).
Pour la période 1971-2000, la température annuelle moyenne est de 10,3 °C, avec une amplitude thermique annuelle de 15,6 °C. Le cumul annuel moyen de précipitations est de 756 mm, avec 12,6 jours de précipitations en janvier et 8,8 jours en juillet. Pour la période 1991-2020, la température moyenne annuelle observée sur la station météorologique de Météo-France la plus proche, « Montcheutin_sapc », sur la commune de Montcheutin à 15 km à vol d'oiseau, est de 11,0 °C et le cumul annuel moyen de précipitations est de 721,9 mm. 
La température maximale relevée sur cette station est de 41,2 °C, atteinte le 25 juillet 2019 ; la température minimale est de −15,5 °C, atteinte le 20 décembre 2009,,.
Les paramètres climatiques de la commune ont été estimés pour le milieu du siècle (2041-2070) selon différents scénarios d'émission de gaz à effet de serre à partir des nouvelles projections climatiques de référence DRIAS-2020. Ils sont consultables sur un site dédié publié par Météo-France en novembre 2022.

## Urbanisme

### Typologie
Au 1er janvier 2024, Vouziers est catégorisée bourg rural, selon la nouvelle grille communale de densité à 7 niveaux définie par l'Insee en 2022.
Elle appartient à l'unité urbaine de Vouziers, une unité urbaine monocommunale constituant une ville isolée,. Par ailleurs la commune fait partie de l'aire d'attraction de Vouziers, dont elle est la commune-centre,. Cette aire, qui regroupe 45 communes, est catégorisée dans les aires de moins de 50 000 habitants,.

### Voies de communication et transports
La commune est située sur l'axe qui relie Reims à Luxembourg (RD 980 / RD 946 / RD 947). Des études ont été annoncées par le Conseil départemental le 5 juin 2007[réf. nécessaire] pour créer une voie rapide vers la ville de Rethel en 2×2 voies. Cependant, ce dossier semble depuis au point mort.
La gare ferroviaire est fermée depuis 1969, néanmoins, la ligne d'Amagne-Lucquy - Challerange est resté ouverte au trafic fret pour la desserte des silos de Champagne Céréales notamment jusqu'en 2019. Sur cette ligne circulaient également des trains touristiques exploités par le Chemin de fer touristique du sud des Ardennes.

## Toponymie
Le nom de la localité est attesté sous la forme Vosiers en 1126.
Le nom Vouziers est issu de la langue gauloise et de son mot désignant le saule ou de l'osier « worrike » augmentée du suffixe -ario/-aria, occurrence du type vorde dont Jacques Chaurand a établi qu'il était à l'origine du nom de lieu ardennais, Vouziers.

## Histoire
On ne sait rien de précis sur Vouziers avant le XIIe siècle.
Le territoire de Vouziers était connu au Moyen Âge sous le nom de Vourc  [ Bourcq ], siège d'une vicomté, où se trouvaient au XIVe siècle deux fermes appelées Vouziers qui sont à l'origine du village. Situé au carrefour de deux chemins et au lieu de passage de l'Aisne, c'était un marché du blé, alimenté également par les moulins sur le cours d'eau, dont trois ou quatre moulins sur le territoire de la cité.
En avril 1516, François Ier assure la prospérité de la Ville en rétablissant ces foires et marchés, un moment interrompus en particulier à la suite des destructions provoquées par la guerre de Cent Ans.
Durant la Révolution, ces marchés sont quelquefois troublés par des émeutes et des réquisitions. Vouziers devient chef-lieu de district le 19 janvier 1790.
Le 13 septembre 1792, un détachement de l'armée de Dumouriez se replie sur Vouziers avant de faire sauter le pont et de laisser la cité aux Autrichiens puis aux émigrés, dont deux futurs rois de France, Louis XVIII et Charles X. 

Les mêmes repassent par Vouziers en flux désordonnés après la bataille de Valmy.
La ville est occupée en 1814 puis 1815 par les troupes russes, qui se comportent correctement.
Pendant la guerre franco-allemande de 1870, le corps d'armée français commandé par le général Félix Douay passe à Vouziers du 25 au 27 août 1870 avant de remonter vers Sedan, où il sera pris dans une nasse. Il est suivi dès le 28 août par les Prussiens. La ville reste occupée jusqu'au 18 juillet 1873.

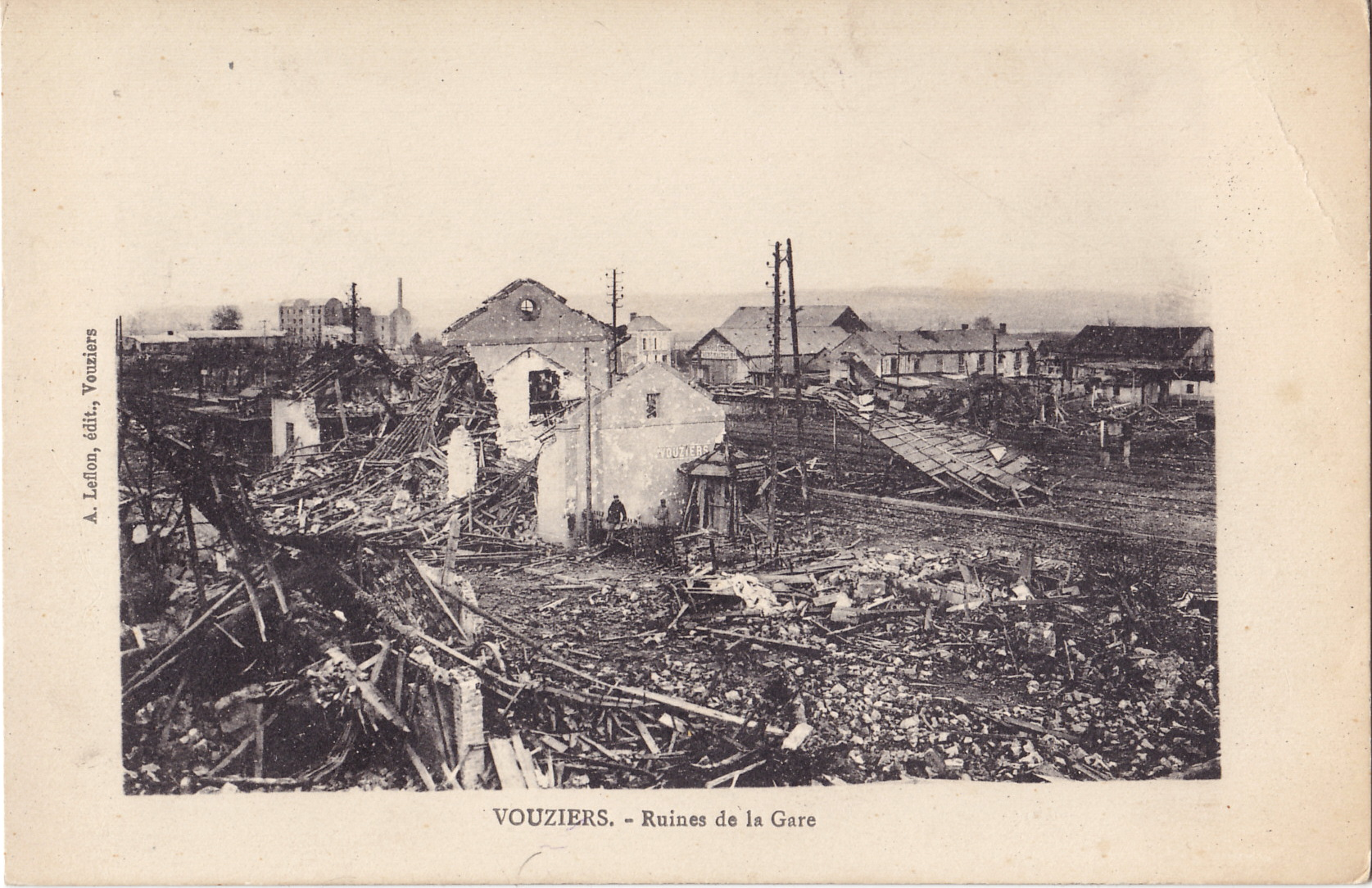
Ruines de la gare de Vouziers, pendant la Première Guerre mondiale.
La gare se trouvait sur la ligne d'Amagne - Lucquy à Revigny, et était desservie, en mai 1914, par des trains assurant la liaison entre Revigny, Sainte-Menehould, Challerange et Hirson.
Elle était également l'origine d'une ligne de chemin de fer secondaire à voie étroite (80 cm) du réseau des chemins de fer départementaux des Ardennes qui la reliait, à partir de 1906, à Raucourt et Buzancy (en 1897) et à Juniville et au Châtelet-sur-Retourne.

Le 24 mars 1885, Paul Verlaine est jugé, condamné au tribunal, et emprisonné de mi-avril à mi-mai dans la ville, à la suite d'une plainte déposée par sa propre mère.
Pendant une bonne partie de la Première Guerre mondiale, Vouziers est une des villes importantes à l'arrière du front et marque à ce titre les souvenirs de bien des combattants. Des dizaines de milliers de soldats allemands viennent s'y reposer, ou quelquefois y mourir à l'hôpital. La ville subit de nombreux dégâts et destructions, particulièrement pendant la contre-attaque victorieuse menée en octobre 1918 par l'armée du général Gouraud et les combats violents qui s'ensuivent. Durant cette bataille, l'aviateur Roland Garros est abattu lors d'un combat aérien au-dessus de la commune voisine de Saint-Morel. Il repose au cimetière de Vouziers. Les Légions tchécoslovaques du futur 1er président Tomáš Masaryk (monument) participent à ce combat. Un lycée de Vouziers porte son nom en hommage.
Les 9 et 10 juin 1940, à la suite de la percée de Sedan, le 5e RICMS (Régiment d'Infanterie Coloniale Mixte Sénégalais) se bat courageusement à Vouziers et est presque totalement anéanti.

## Politique et administration

### Jumelages
Au 26 décembre 2012, Vouziers a établi des liens de jumelage avec :
- Gräfenroda (Allemagne) depuis 1982 ;
- Agnam Civol (Sénégal) depuis 1990 ;
- Ratíškovice (Tchéquie) depuis 1994.

Vouziers est parrainée par  Rennes (France).

### Gendarmerie
Vouziers compte un escadron de gendarmerie mobile de 120 gendarmes, l'EGM 33/7, rattaché au Groupement III/7 de Gendarmerie mobile de Reims. 
La caserne compte également une brigade territoriale et une compagnie de gendarmerie.
Les gendarmes et leurs familles représentent au total 250 habitants.

### Rattachement cantonal
À la suite du décret du 5 mars 2020, la commune est entièrement rattachée au Canton de Vouziers

## Population et société

### Démographie
L'évolution du nombre d'habitants est connue à travers les recensements de la population effectués dans la commune depuis 1793. Pour les communes de moins de 10 000 habitants, une enquête de recensement portant sur toute la population est réalisée tous les cinq ans, les populations de référence des années intermédiaires étant quant à elles estimées par interpolation ou extrapolation. Pour la commune, le premier recensement exhaustif entrant dans le cadre du nouveau dispositif a été réalisé en 2007.

En 2022, la commune comptait 3 862 habitants, en évolution de −11,4 % par rapport à 2016 (Ardennes : −2,97 %, France hors Mayotte : +2,11 %).
| 1793  | 1800  | 1806  | 1821  | 1831  | 1836  | 1841  | 1846  | 1851  |
| ----- | ----- | ----- | ----- | ----- | ----- | ----- | ----- | ----- |
| 1 380 | 1 535 | 1 951 | 1 988 | 2 003 | 2 101 | 2 410 | 2 771 | 2 862 |

| 1866  | 1872  | 1876  | 1881  | 1886  | 1891  | 1896  | 1901  | 1906  |
| ----- | ----- | ----- | ----- | ----- | ----- | ----- | ----- | ----- |
| 3 073 | 3 059 | 3 458 | 3 453 | 3 737 | 3 808 | 3 669 | 3 546 | 3 436 |

| 1911  | 1921  | 1926  | 1931  | 1936  | 1946  | 1954  | 1962  | 1968  |
| ----- | ----- | ----- | ----- | ----- | ----- | ----- | ----- | ----- |
| 3 591 | 3 328 | 3 475 | 3 130 | 3 314 | 3 135 | 3 423 | 3 973 | 4 569 |

| 1975  | 1982  | 1990  | 1999  | 2006  | 2007  | 2012  | 2017  | 2022  |
| ----- | ----- | ----- | ----- | ----- | ----- | ----- | ----- | ----- |
| 5 069 | 4 953 | 4 807 | 4 742 | 4 292 | 4 226 | 4 046 | 4 340 | 3 862 |

### Médias
Le journal régional L'Union y a toujours un bureau avec un journaliste en poste.
Une douzaine de radios émettent en FM sur la ville, à savoir RTL (87.6), Virgin Radio (90.3), Nostalgie (90.8), Radio 8 (91.6), RMC (94.3), NRJ (95.4), RCF Reims-Ardennes (98.2), France Bleu Champagne (100.9), Chérie FM (101.5), Europe 1 (102.6), Champagne FM (104.6) et Skyrock (107.2).
Il n'y a plus de radios locales depuis l'arrêt des programmes locaux de Virgin radio (ex-Europe 2), qui émettait sur les ondes d'Argonne FM depuis 1996. L'autre radio, RLV (Radio locale de Vouziers), soutenue un moment par la municipalité, est devenue successivement radio 95.4, puis Fun Radio, Skyrock (pilotée depuis Charleville) et enfin NRJ.
Les émissions de  télévision sont quant à elles reçues par l'intermédiaire de l'émetteur de Reims-Hautvillers.

## Économie
Environ 2 500 emplois sont localisés dans la commune. Ce sont essentiellement des emplois de services ou de commerce, même si le secteur industriel est loin d'être négligeable. Ainsi, le premier employeur de la ville est l'hôpital local (300 emplois), loin devant la commune ou les supermarchés.
Le taux de chômage est nettement supérieur à la moyenne nationale, voire régionale et s'établit à environ 14 % en 2009.

### Industrie - construction
Au début du vingtième siècle, la manufacture Desrousseaux est une importante sparterie, spécialisée dans la vannerie, qui s’oriente  peu à peu vers la fabrication de bagages. Son siège, un édifice remarquable qui doit sa voûte de béton à Albert Caquot, sera reconverti, sous le nom Les Tourelles, aujourd’hui poumon culturel de Vouziers pour le cinéma, comme pour le théâtre. Aujourd'hui, la ville compte peu d'établissements industriels importants, et aucun ne dépasse 100 salariés. L'industrie mécanique est représentée par Ardennes Machining Industries (90 salariés), Fege (30 salariés), ACMA CULOT (40 salariés), Rouy (10 salariés), ARCOMET (une dizaine de salariés), AGIL (une quinzaine d'employés). Une importante carrosserie industrielle renommée dans tout le quart Nord-Est de la France (SA Dufils, 30 salariés) est en outre implantée sur le territoire communal. 
Bien que Vouziers soit située dans une zone très rurale, il n'existe pas d'industrie agroalimentaire d'importance.
Le tissu des PME-PMI et des artisans est très bien représenté. Dans une région où l'habitat individuel domine, où les résidences secondaires sont nombreuses, l'artisanat en rapport avec la maison et son aménagement est important. La ville compte en outre des entreprises d'entretien et de vente de matériels agricoles ou/et de parcs et jardins, une imprimerie et des garages.

### Services
Vouziers est sous-préfecture de l'un des quatre arrondissements du département. Elle est un centre administratif important pour cette région rurale et relativement enclavée. La commune compte ainsi une antenne du pôle emploi, de la CPAM, un hôtel des finances, un centre d'entretien des routes géré par le conseil général (ex-DDE). Le tribunal d'instance a été fermé en juillet 2009.
Les services de santé sont plutôt importants pour une commune de cette taille. L'hôpital local fait partie du Groupement Hospitalier Sud-Ardennes (GHSA) auquel appartient aussi le centre hospitalier de Rethel. En outre, un centre situé au centre-ville réunit des médecins spécialistes et des équipements radiologiques, et plusieurs médecins généralistes complètent cet éventail de la santé.
La ville compte 2 écoles maternelles et 2 écoles primaires publiques, un établissement privé (Saint-Louis, de la maternelle au collège), un collège et un lycée publics, ainsi qu'un LEP privé (Jeanne-d'Arc).

### Commerce
Le petit commerce est implanté en centre-ville, et représente environ 80 établissements actifs. Les services (banques, agences immobilières...) dominent, ils sont suivis par le secteur de la culture et des loisirs puis par l'équipement de la personne (vêtements, chaussures).
Les grandes surfaces sont implantées comme partout en périphérie, essentiellement dans la zone commerciale du Blanc Mont. Un Leclerc sur 4 700 m2 (dont une galerie marchande de 850 m2, qui compte en particulier une cafétéria), et un Carrefour Market de 2 300 m2 représentent l'essentiel du commerce à dominante alimentaire, complétée par les hard-discounteurs Aldi et Lidl.
L'offre en bricolage et décoration est importante. Trois enseignes se partagent le marché, Gedimat (13 000 m2), Bigmat (10 600 m2) et M. Bricolage (1 850 m2).
Enfin, d'autres commerces divers existent, comme NOZ (solderie) ou Auto Express (pièces auto).
À noter que Vouziers est le siège d'un établissement spécialisé dans l'élevage (La Maison de l'Éleveur), qui s'est diversifié dans le jardinage et l'outillage sur 2 200 m2.

## Culture locale et patrimoine

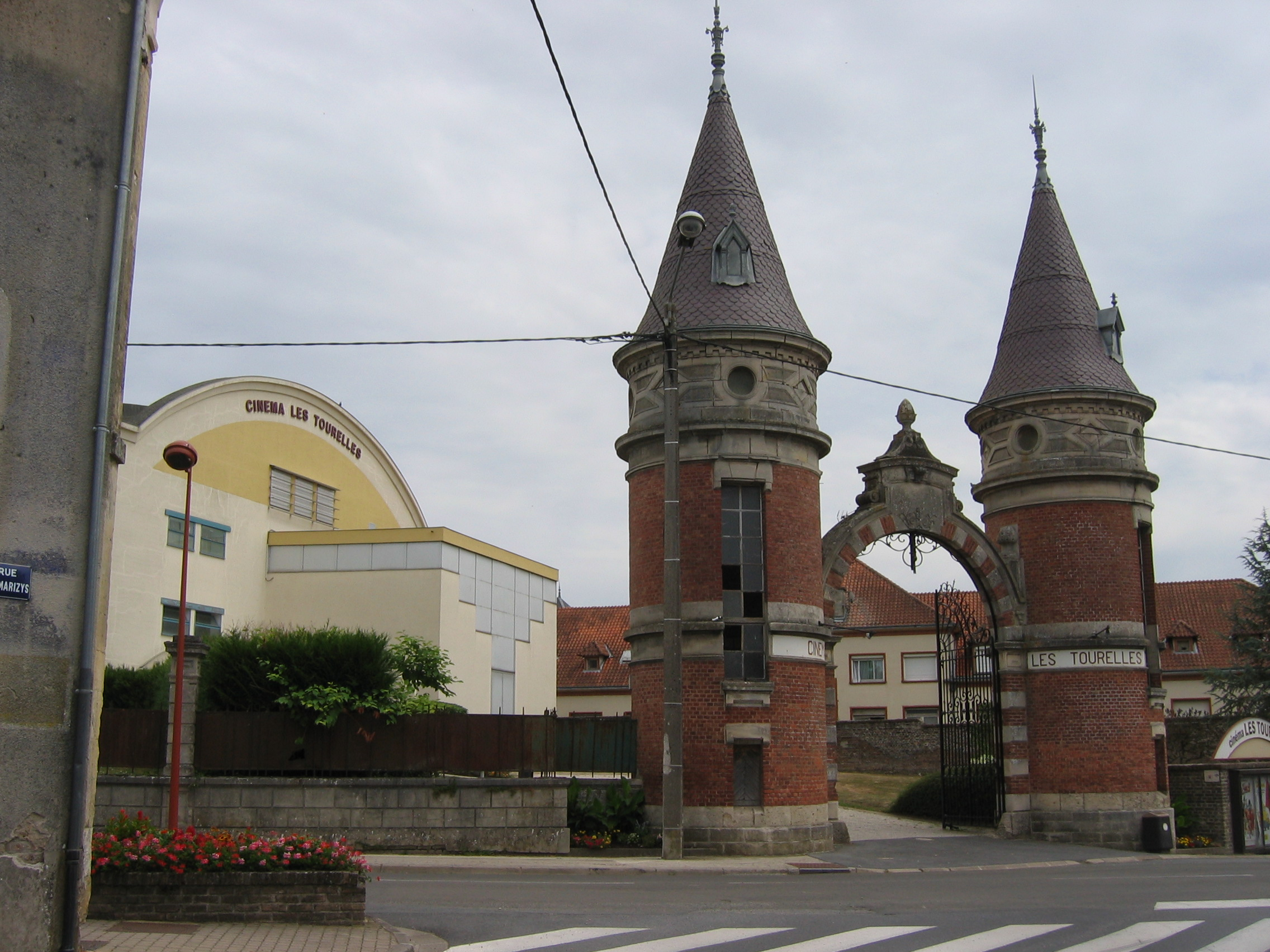
Le cinéma Les Tourelles

La ville dispose d'un cinéma de deux salles, d'une bibliothèque communale et d'un centre d'exposition regroupés au sein du centre culturel des Tourelles.
Il existe également un centre social (FJEP) avec 18 ateliers d'activités.
De nombreuses associations sportives (football, rugby, natation, tir à l'arc, etc.) sont implantées et regroupées au sein de l'OMS.
Tous les ans, Vouziers accueille le Festival de Vouziers, qui est un festival de heavy metal et de hard rock dont la première édition a eu lieu en 1986. Ce festival a accueilli de nombreux groupes connus sur la scène nationale, comme Sortilège et Titan, mais aussi internationale, comme Satan et Demon.

### Lieux et monuments

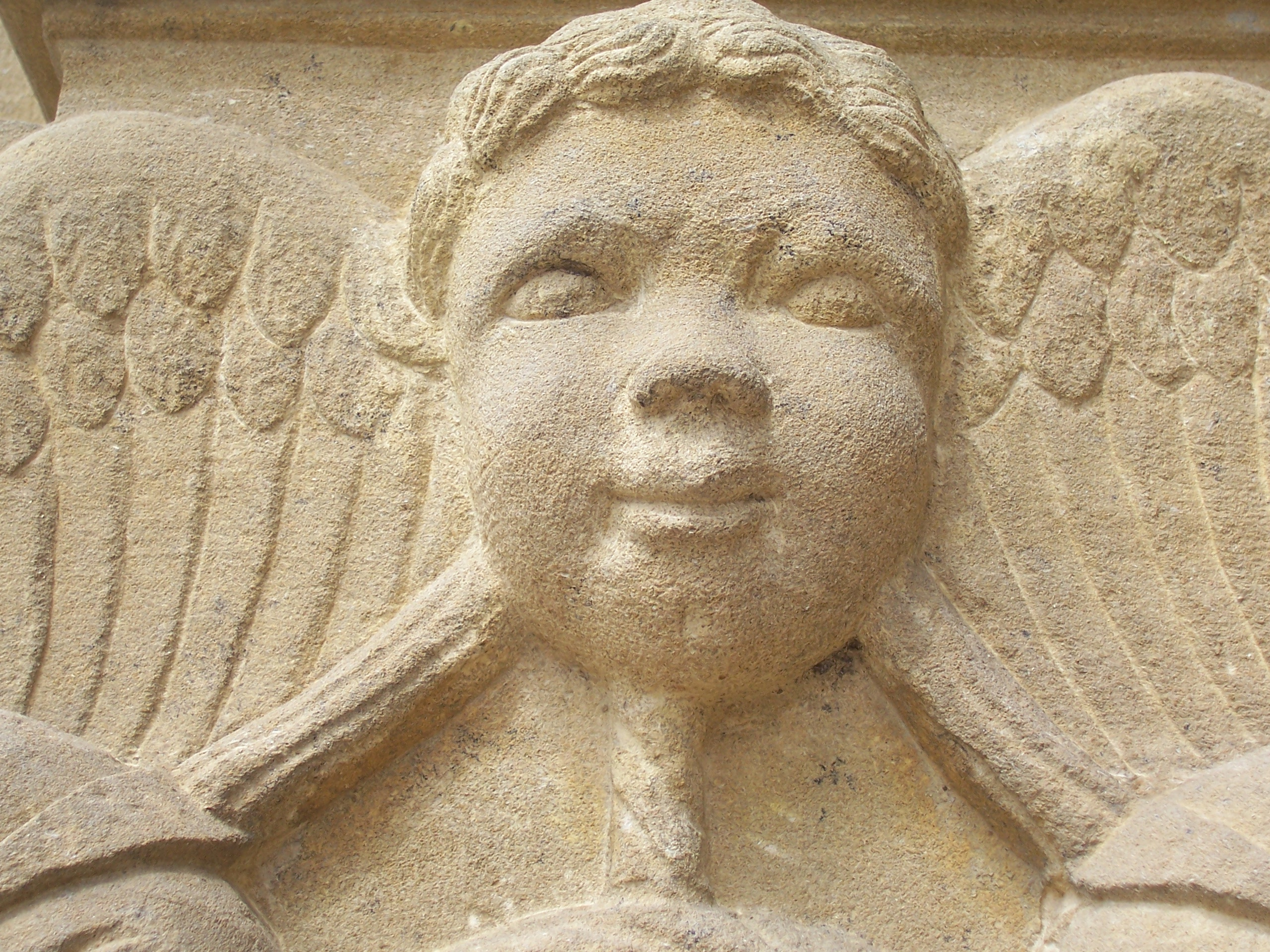
Détail de l'église.

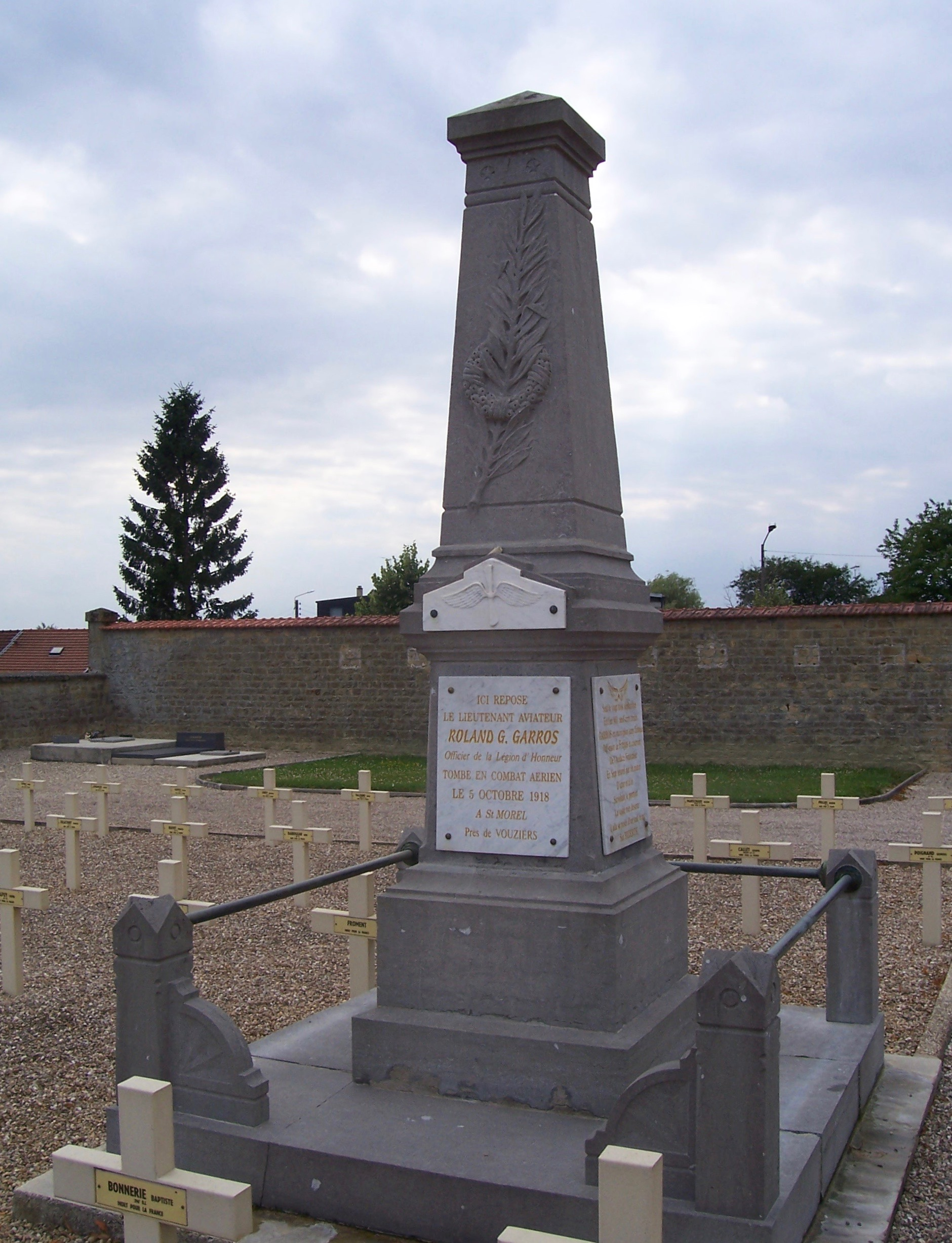
Tombe de Roland Garros.

- Église Saint-Maurille, classée à l'inventaire des monuments historiques[42]. 
Elle est notamment réputée pour sa façade scindée en 3 portails, datant de la Renaissance (1540). Elle abrite également la dalle funéraire de Baudoin de Vandy (1275).
- Église Saint-Maurice de Vrizy.
- Chapelle du pensionnat Saint-Louis de Vouziers.
- Église Notre-Dame de Chestres.
- Église Saint-Clément de Blaise.
- Église Saint-Julien de Terron-sur-Aisne.
- Église Saint-Remi de Condé-les-Vouziers.
- Tombe de Roland Garros (qui fut tombé au combat à Saint-Morel, un village voisin).
- Butte de Théline (butte à l'emplacement de l'église de ce village disparu : cette église datait vraisemblablement de 1570 et fut démolie en 1790 ; il subsistait encore en 1907 une croix rappelant son emplacement).

### Personnalités liées à la commune

#### Nés à Vouziers
- Charles Batteux (1713-1780), homme d'Église, érudit et polygraphe, membre notamment de l'Académie française.
- Nicolas-Rémy Lesure (1734-1793), homme politique né à Vouziers, député du tiers état aux états généraux de 1789.
- Théodore Frédéric Benoît (1810-1832), criminel français.
- Hippolyte Taine (1828-1893), philosophe et historien. Une des écoles primaires de la ville ainsi qu'une rue portent son nom. Son buste se trouve sur la place Carnot.
- Louis Eugène Péronne (1832-1893), homme politique, député, sénateur, maire de Vouziers. Il est enterré dans sa ville natale.
- Georges Bourdon (1868-1938), un des premiers grands reporters français, critique de théâtre, écrivain spécialiste de l'histoire, un des fondateurs du Syndicat national des journalistes et son président pendant seize ans.
- Charles Labro (1865-1949), architecte.
- Albert Caquot (1881-1976), ingénieur, savant et inventeur, président de l'Académie des Sciences, a conçu l’enceinte de l’Usine marémotrice de la Rance et la structure du Christ rédempteur sur le Mont Corcovado à Rio de Janeiro. Une rue et un gymnase portent son nom.
- Paul Drouot (1886-1915), écrivain et poète, mort pour la France. Le collège et une rue de la ville portent son nom. Un monument lui est dédié place Carnot.
- Jean Leflon (1893-1979), homme d'église et historien, membre de l'Académie des Sciences morales et politiques.
- Jean Robic (1921-1980), coureur cycliste, vainqueur du Tour de France en 1947.
- Christian Poncelet (1928-2020), ancien président du sénat (deuxième personnage de l'État), est natif de Blaise, ancienne commune rattachée à Vouziers.
- Noël Tuot (né en 1945), écrivain et poète.
- Cyril Linette, journaliste sportif, y est né en 1970.

#### Autres
- Eugène de Ladoucette (1807-1877), homme politique, député de l'arrondissement de Vouziers dont il fut, précédemment, le sous-préfet.
- Paul Verlaine (1844-1896), écrivain et poète, y fut mis en prison en 1885 pour avoir tenté, sous l'emprise de l'alcool, d'étrangler sa mère.
- Camille Renault (1866-1954), sculpteur, satrape du Collège de 'Pataphysique, a fait des courtes études à la pension Glattigny, à Vouziers.
- Roland Garros (1888-1918), aviateur, mort pour la France dans un combat aérien au-dessus de Saint-Morel, est enterré à Vouziers.

### Héraldique
| Armes de Vouziers | Les armes de Vouziers se blasonnent ainsi : De gueules à la gerbe de blé d'or accompagnée de huit étoiles du même. |